# 道の駅瑞穂の里・さらびき
道の駅瑞穂の里・さらびき（みちのえき みずほのさと・さらびき）は、京都府船井郡京丹波町大朴休石にある国道173号の道の駅である。

## 施設
- 駐車場
  - 普通車：45台[2]
  - 大型車：15台[2]
  - 身障者用：1台[2]
- トイレ
  - 男性：大・小6
  - 女性：4
  - 身障者用：2
- 売店（9:00 - 18:00、夏季・冬季は営業時間の変更あり）[2]
- お食事処 休み石（軽食コーナー、10:30 - 16:00）

### 管理団体
- 管理・運営者：グリーンランドみずほ株式会社[1]

## 休館日
- 年末年始[2]
- 第2・第4木曜日[2]

## アクセス
- 国道173号 - 登録路線

自動車
- E9 京都縦貫自動車道 京丹波みずほICより約4分。

## 周辺
- グリーンランドみずほ - 当駅に隣接[2]。
- 質志鍾乳洞
- 京丹波町役場瑞穂支所